# Neschwitz
Neschwitz (szorb nyelven Njeswačidło) település Németországban, azon belül Szászország tartományban. Lakosainak száma 2362 fő (2023. december 31.). Neschwitz Radibor, Göda, Puschwitz, Crostwitz, Ralbitz-Rosenthal és Königswartha községekkel határos.

## Népesség
A település népességének változása:
| Lakosok száma | 2450 | 2425 | 2396 | 2385 | 2362 |
|               | 2017 | 2019 | 2021 | 2022 | 2023 |